# Kamen Rider Agito
Kamen Rider Agito (仮面ライダーアギト, Kamen Raidā Agito) is een Japanse tokusatsuserie, en de elfde van de Kamen Rider-series. De serie betekende het 30-jarig bestaan van de Kamen Rider-series.
De serie was een coproductie tussen Ishimori Productions en Toei, en werd uitgezonden van januari 2001 tot en met januari 2002.

## Achtergrond
Agito was de eerste Kamen Rider serie waarin alle drie hoofdtype Riders voorkwamen: de mystieke Rider (wiens krachten afkomstig zijn van oude technologie of een magische krachtbron), de organische Rider (wiens anatomie wordt aangepast zodat hij een Rider kan worden) en de technologische Rider (wiens krachten afkomstig zijn van geavanceerde technologie, meestal middels ombouwing tot cyborg).

## Verhaal
De serie begint met een man genaamd Shoichi Tsugami. Hij lijdt aan geheugenverlies en weet niet meer wie hij is, waar hij is of waar hij vandaan komt. Hij kan blijkbaar zonder aanwijsbare reden veranderen in een supermens genaamd Agito. Deze transformaties vinden plaats zodra vreemde wezens of monsters opduiken.
Deze monsters, door de politie “unknown” genoemd, vermoorden sleutelpersonen in heel Tokio. Om de monsters te bevechten heeft de politie een eigen superheld in het leven geroepen: Kamen Rider G3. Deze Kamen Rider G3 zou oorspronkelijk moeten vechten tegen de “Ongeïdentificeerde levensvormen” waar Kamen Rider Kuuga mee te maken had in de vorige serie.
Kamen Rider G3 en Agito zijn een tijdje rivalen, maar gaan uiteindelijk samenwerken om de Unknowns te verslaan. De situatie wordt nog complexer door de komst van een derde Kamen Rider; Kamen Rider Gills, die op zoek is naar waarom zijn vader zelfmoord heeft gepleegd. Alle mysteries komen uiteindelijk bij elkaar, en de waarheid over Agito komt langzaam aan het licht; een waarheid waar het lot van de mensheid van af hangt.

## Personages

### Kamen Riders
- Shoichi Tsugami / Kamen Rider AgitΩ (津上 翔一 / 仮面ライダーアギト, Tsugami Shōichi / Kamen Raidā Agito): een jonge man met geheugenverlies, die op een dag aanspoelde op het strand. Zijn naam is afkomstig van een brief die bij hem werd gevonden. Hij kan met behulp van een speciale riem veranderen in Kamen Rider AgitΩ, een krijger wiens krachten al eeuwen bestaan.
Agito kent verschillende gedaantes, waaronder Ground Form, Storm Form, Flame Form, Trinity Form, Burning Form en Shining Form.

- Makoto Hikawa / Kamen Rider G3 (氷川 誠 / 仮面ライダーG3, Hikawa Makoto / Kamen Raidā Jī Surī): een politieagent toegewezen aan de G3 eenheid van de politie van Tokio. Hij gebruikt een speciaal kostuum om de Unknown te bevechten. Hij heeft een eerlijke persoonlijkheid, maar is soms wat naïef.

- Ryo Ashihara / Kamen Rider Gills (葦原 涼 / 仮面ライダーギルス, Ashihara Ryō / Kamen Raidā Girusu): voorheen een professionele zwemmer op de Jyohoku University. Na een bijna fatal ongeluk kwam zijn carrière bijna aan een einde. Na het ongeluk werd hij gevonden door de Overlord, en door hem genezen. De genezing maakte dat Ryo voortaan zijn anatomie kon aanpassen, en zo veranderen in Kamen Rider Gills. Hij is op zoek naar het antwoord op de vraag waarom zijn vader zelfmoord heeft gepleegd.

### Bondgenoten
- Yukina Sawaki (沢木 雪菜, Sawaki Yukina): een jonge vrouwelijke helderziende. Ze was betrokken bij paranormaal onderzoek uitgevoerd door Professor Kazaya op de Jyohoku University.

- Mana Kazaya (風谷 真魚, Kazaya Mana): het nichtje van Yoshihiko Misugi, bij wie Shoichi woont. Beschikt over telepathische krachten.

- Professor Yoshihiko Misugi (美杉 義彦, Misugi Yoshihiko): de man bij wie Shoichi in woont. Is tevens Ozawa's oude professor van de hogere school.

- Taichi Misugi (美杉 太一, Misugi Taichi): De zoon van Yoshihiko Misugi.

- Sumiko Ozawa (小沢 澄子, Ozawa Sumiko): Het genie achter het G3 kostuum. Zij heeft in het G3 team de rol van monteur.
- Tōru Hōjō (北條 透, Hōjō Tōru): een agent en Hikawa's rival. Hij is briljant en getallenteerd, en de schepper van het Victory One Systeem (V1), wat als rivaal van het G3 systeem moest dienen.

- Dr. Azuma Kunieda (国枝 東, Kunieda Azuma, TVSP): de dokter die Shoichi vond nadat hij was aangespoeld.

### The Lords/Unknown
Lord (ロード, Rōdo), door de politie Unknown (アンノウン, An'nōn) genoemd, zijn de primaire vijanden uit de serie. Ze staan onder bevel van e OverLord, en zijn onderverdeeld in verschillende stammen. Elke stam is gebaseerd op een dier. Ze hebben het voorzien op bepaalde mensen die betrokken waren bij een gebeurtenis genaamd het Akatsuki Incident.
- OverLord (オーヴァーロード, Ōbā Rōdo): de hoogste van de Unknown, en de leider van de Lords. Hij is een van de twee wezens die betrokken was bij de creatie van het menselijk ras. De enigen die hem kunnen weerstaan zijn de dragers van de AgitΩ kracht. Daarom laat hij alle mensen die de mogelijkheid hebben om een Agito te worden vermoorden. Oorspronkelijk kwam hij al om in de prehistorie, maar dankzij wat DNA dat bewaard is gebleven, komt hij weer tot leven in het heden.

- El Lord (エルロード, Eru Rōdo): drie zeer sterke lords, die dienen als rechterhand van de Overlord. Zij zijn: El of the Water (水のエル, Mizu no Eru, 33-35, 41-43), El of the Wind (風のエル, Kaze no Eru, 47-51) en El of the Ground (地のエル, Chi no Eru, 49-51).

- Jaguar Lord (ジャガーロード, Jagā Rōdo): Unknowns gebaseerd op katachtige wezens.

- Tortoise Lord (トータスロード, Tōtasu Rōdo): Unknowns in staat om door de grond te zwemmen.

- Snake Lord (スネークロード, Sunēku Rōdo): Unknowns gebaseerd op slangen. Kunnen met enorme snelheid reizen over korte afstanden.

- Crow Lord (クロウロード, Kurō Rōdo): Unknown gebaseerdop vogels.

- Zebra Lord (ゼブラロード, Zebura Rōdo)

- Jackal Lord (ジャッカルロード, Jakkaru Rōdo): Able to move at fastspeeds, they use their talent to kill people.

- Bee Lord (ビーロード, Bī Rōdo): Their method of killing is grabbing a person and use a form of matter transference to burry the victim alive in a honey comb-nized wall.

- Stingray Lord (スティングレイロード, Sutingurei Rōdo)

- Fish Lord (フィッシュロード, Fisshu Rōdo)

- Lizard Lord (リザードロード, Rizādo Rōdo)

- Ant Lord (アントロード, Anto Rōdo): komen alleen voor in de film.

## Trivia
- "Agito" was ook de naam van een van de monsters in Kamen Rider J.
- Geen van de helden wordt in de serie een Kamen Rider genoemd.
- Kamen Rider Gills is de eerste Kamen Rider sinds Kamen Rider Amazon die daadwerkelijk zijn lichaam veranderd in een Kamen Rider vorm, in plaats van een harnas op te roepen.
- Lang werd er gedacht dat Kamen Rider Agito een vervolg was van de vorige serie Kamen Rider Kuuga. Dit kwam omdat de G3-systeem gebaseerd was op Kuuga, en de politie noemt de eerste Lord ook een Ongeïdentificeerde levensvorm bij het eerste kennismaking met de nieuwe vijanden. Later werd er bekendgemaakt door de Toei-producent Shinichiro Shirakura dat het aan de kijker is om te beslissen of Agito een vervolg van Kuuga is of niet.

## Afleveringen
1. The Warrior's Awakening (戦士の覚醒, Senshi no Kakusei)
2. Blue Storm (青の嵐, Ao no Arashi)
3. My Transformation (俺の変身, Ore no Henshin)
4. Puzzle Decoding (パズル解読, Pazuru Kaidoku)
5. The Third Warrior (第３の戦士, Dai-San no Senshi)
6. Sorrowful Monstrous Fist (哀しき妖拳, Kanashiki Yōken)
7. A Piece of a Memory (記憶の一片, Kioku no Ippen)
8. Sword of Red Flames (赤い炎の剣, Akai Honō no Tsurugi)
9. The Two G3s (２人のＧ３, Futari no Jī Surī)
10. Silver Points and Lines (銀の点と線, Gin no Ten to Sen)
11. The Past Tied Together (繋がる過去, Tsunagaru Kako)
12. The Crash in the Lake! (湖の激突!, Mizuumi no Gekitotsu!)
13. Dad's Clue (父の手掛かり, Chichi no Tegakari)
14. The Strongest Kick (最強キック, Saikyō Kikku)
15. A Trap Begins (罠の始まり, Wana no Hajimari)
16. A Suspicious Woman... (怪しい女･･･, Ayashii Onna...)
17. Capture Tactics! (捕獲作戦!, Hokaku Sakusen!)
18. The New Boss (新しいボス, Atarashii Bosu)
19. Breakup Decision? (解散決定?, Kaisan Kettei?)
20. That Awakening (或る目覚め, Aru Mezame)
21. Rampaging Power (暴走する力, Bōsō Suru Chikara)
22. Fateful Showdown (運命の対決, Unmei no Taiketsu)
23. The Qualified Person (資格ある者, Shikaku Aru Mono)
24. The Flawless Machine (完璧マシン, Kanpeki Mashin)
25. Another Clash! (激突再び!, Gekitotsu Futatabi!)
26. Restored Memories (甦った記憶, Yomigaetta Kioku)
27. Ryo Dies... (涼、死す･･･, Ryō, Shisu...)
28. That Summer Day (あの夏の日, Ano Natsu no Hi)
29. A Numerical Mystery?! (数字の謎?!, Sūji no Nazo?!)
30. Hidden Power (隠された力, Kakusareta Chikara)
31. A Person's Whereabouts (人の居場所, Hito no Ibasho)
32. Gills Resurrection (ギルス復活, Girusu Fukkatsu)
33. The Enemy Who Appeared (現れた敵, Arawareta Teki)
34. Summoning Souls to Meet (呼び逢う魂, Yobiau Tamashii)
35. The Mysterious Messiah (謎の救世主, Nazo no Kyūseishu)
36. The Fourth Man (４人目の男, Yoninme no Otoko)
37. The Warrior of Darkness (暗闇の戦士, Kurayami no Senshi)
38. The True Form... (その正体･･･, Sono Shōtai...)
39. Gills Howl (ギルス咆哮, Girusu Hōkō)
40. United Front! (共同戦線!, Kyōdō Sensen!)
41. Light and Darkness (光と闇, Hikari to Yami)
42. The Akatsuki (あかつき号, Akatsuki-Gō)
43. The Darkness That Begins to Move (動きだす闇, Ugokidasu Yami)
44. Dad and Older Sister and... (父と姉と･･･, Chichi to Ane to...)
45. Stolen Power (奪われた力, Ubawareta Chikara)
46. Warriors, Those Bonds (戦士その絆, Senshi Sono Kizuna)
47. The Mystery of the Sky! (天空の怪!, Tenkū no Kai!)
48. The Governor of Stars (星の支配者, Hoshi no Shihaisha)
49. Footsteps of Destruction (絶滅の足音, Zetsumetsu no Ashioto)
50. Now, Time to Battle (今、戦う時, Ima, Tatakau Toki)
51. AGITΩ (AGITΩ, Agito)

### Films en specials
- Special: A New Transformation (新たなる変身, Aratanaru Henshin)

- Film: Project G4 (Project G4, Purojekuto Jī Fō)

## Cast
- Shoichi Tsugami / Kamen Rider Agito (津上 翔一 / 仮面ライダーアギト, Tsugami Shōichi / Kamen Raidā Agito) - Toshiki Kashū (賀集 利樹, Kashū Toshiki)
- Makoto Hikawa / Kamen Rider G3/G3-X (氷川 誠 / 仮面ライダーG3/G3-X, Hikawa Makoto / Kamen Raidā Jī Surī/Jī Surī Ekkusu) - Jun Kaname (要 潤, Kaname Jun)
- Ryo Ashihara / Kamen Rider Gills (葦原 涼 / 仮面ライダーギルス, Ashihara Ryō / Kamen Raidā Girusu) - Yūsuke Tomoi (友井 雄亮, Tomoi Yūsuke)
- Mana Kazaya (風谷 真魚, Kazaya Mana) - Rina Akiyama (秋山 莉奈, Akiyama Rina)
- Sumiko Ozawa (小沢 澄子, Ozawa Sumiko) - Tōko Fujita (藤田 瞳子, Fujita Tōko)
- Tōru Hōjō (北條 透, Hōjō Tōru) - Jun Yamasaki (山崎 潤, Yamasaki Jun)
- Kaoru Kino / Another Agito (木野 薫 / アナザーアギト, Kino Kaoru / Anazā Agito) - Takanori Kikuchi (菊池 隆則, Kikuchi Takanori)
- Tetsuya Sawaki (沢木 哲也, Sawaki Tetsuya) - Atsushi Ogawa (小川 敦史, Ogawa Atsushi)
- Mysterious Youth/Overlord of Darkness, Overlord of Light (adult)/Agito (謎の青年, Nazo no Seinen) - Rei Haneo (羽緒 レイ, Haneo Rei)
- Mysterious Boy/Overlord of Darkness(child) /Overlord of Light/Agito (謎の少年, Nazo no Shōnen) - Ryūnosuke Kamiki (神木 隆之介, Kamiki Ryūnosuke)
- Kōji Kōno (河野 浩司, Kōno Kōji) - Kazumasa Taguchi (田口 主将, Taguchi Kazumasa)
- Takahiro Omuro (尾室 隆弘, Omuro Takahiro) - Akiyoshi Shibata (柴田 明良, Shibata Akiyoshi)
- Taichi Misugi (美杉 太一, Misugi Taichi) - Tokimasa Tanabe (田辺 季正, Tokimasa Tanabe)
- Kōji Majima (真島 浩二, Majima Kōji) - Yoshikazu Kotani (小谷 嘉一, Kotani Yoshikazu)
- Aki Sakaki (榊 亜紀, Sakaki Aki) - Masako Sakuma (佐久間 雅子, Sakuma Masako)
- Yoshihiko Misugi (美杉 義彦, Misugi Yoshihiko) - Takeshi Masu (升 毅, Masu Takeshi)